# Eusebe
Eusebe ist eine ehemalige britische Hip-Hop-Band.

## Geschichte
Sie wurde 1991 in London von den Geschwistern Steve und Sharon Eusebe sowie ihrer Cousine Alison Etienne gegründet.
1994 veröffentlichten Eusebe auf ihrem eigenen Plattenlabel Mama’s Yard ihre Debütsingle Pick It Up, Fuck It Up And Drop It. Daraufhin erhielten sie einen Vertrag bei EMI.
Das Debütalbum der Band Tales from Mama’s Yard erschien 1995. Daraus stammt auch der größte Hit der Band, Summertime Healing. Auf der Single samplen Eusebe den Marvin-Gaye-Klassiker Sexual Healing. Der Hit erreichte die Top 40 der britischen Charts.

## Diskografie

### Alben
- Tales from Mama’s Yard

### Singles und EPs
- 1994: Pick It Up
- 1994: Rap Made Me Do It
- 1995: Summertime Healing
- 1995: If Masser Says…
- 1995: Captain of Love
- 1995: Kiss My Blackside
- 1996: Do Something EP